# Gaze

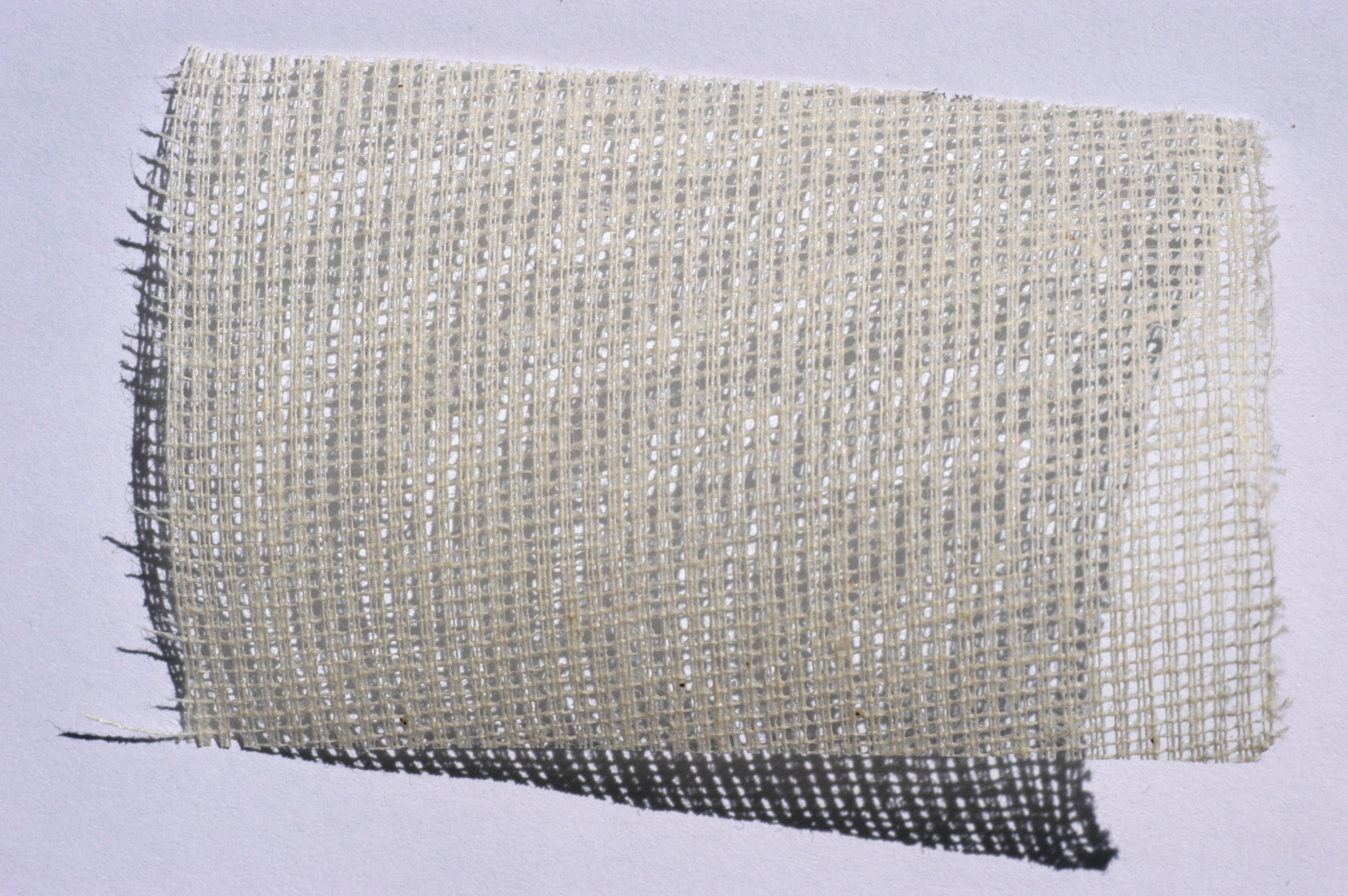
Gaze

Gaze [ˈɡaːzə] (von arabisch قز, DMG qazz ‚(Roh-)Seide‘), auch Drehergewebe genannt, ist ursprünglich ein lockeres, gitterartiges, oft appretiertes Gewebe in Dreherbindung. Heute werden auch dünne, transparente Gewebe in Leinwand- und Scheindreherbindung Gaze oder Mull [mʊl] genannt.
Gaze wird vielfältig eingesetzt, u. a. in der Mode und der Medizintechnik.

## Wortherkunft
Das Fremd- und Lehnwort Gaze stammt wahrscheinlich vom arabischen Wort für (Roh-)Seide und gelangte über das spanische gasa und das französische gaze in den deutschen Wortschatz. Krünitz nimmt um 1800 eine Verbindung des mittellateinischen Wortes gazzatum mit der palästinensischen Stadt Gaza an, das sich durch die Kreuzzüge in Europa verbreitet habe. Diese Wortherkunft ist nicht gesichert. Krünitz weist aber auch auf einen möglichen begrifflichen Ursprung in China hin, wo es ein Seidengewebe gebe, das Gase heißt.
Das Wort Mull stammt vom englischen mull [mʌl], das aus dem Hindi kommt (malmal), und dort „sehr weich“ bedeutet.

## Material und Technik

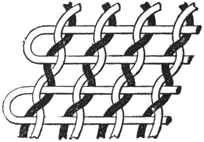
Dreherbindung, systematische Zeichnung

Zur Herstellung von Gaze in Dreherbindung ist ein Gazewebstuhl mit einer besonderen Vorrichtung, dem Gazeschaft, notwendig. Teilweise wird auch ein spezielles Weberblatt, im 18. Jahrhundert Perlkopf genannt, verwendet. Die Kette wird dabei in Stehkettfäden und Dreherkettfäden geteilt: erstere behalten stets ihre Position im Gewebe bei, sie können von den Schussfäden abgebunden werden oder auch nicht. Die Dreherkettfäden hingegen umschlingen die Stehkettfäden abwechselnd von rechts und links, die Schussfäden halten sie in den wechselnden Positionen. Das Ergebnis ist ein Gewebe mit geringer Dichte und einer gewissen Transparenz. Verschiedene Arten, die Dreherkettfäden um die Stehkettfäden zu schlingen, erzeugen Varianten.
Zu unterscheiden ist die Scheindreherbindung, die das Scheindrehergewebe erzeugt. Es wird in Leinwandbindung gewebt, bei der durch entsprechend positionierte Flottierungen Kett- und Schussfäden so gruppiert werden, dass ein transparentes, der klassischen Gaze ähnelndes Erscheinungsbild erzeugt wird.

## Geschichte

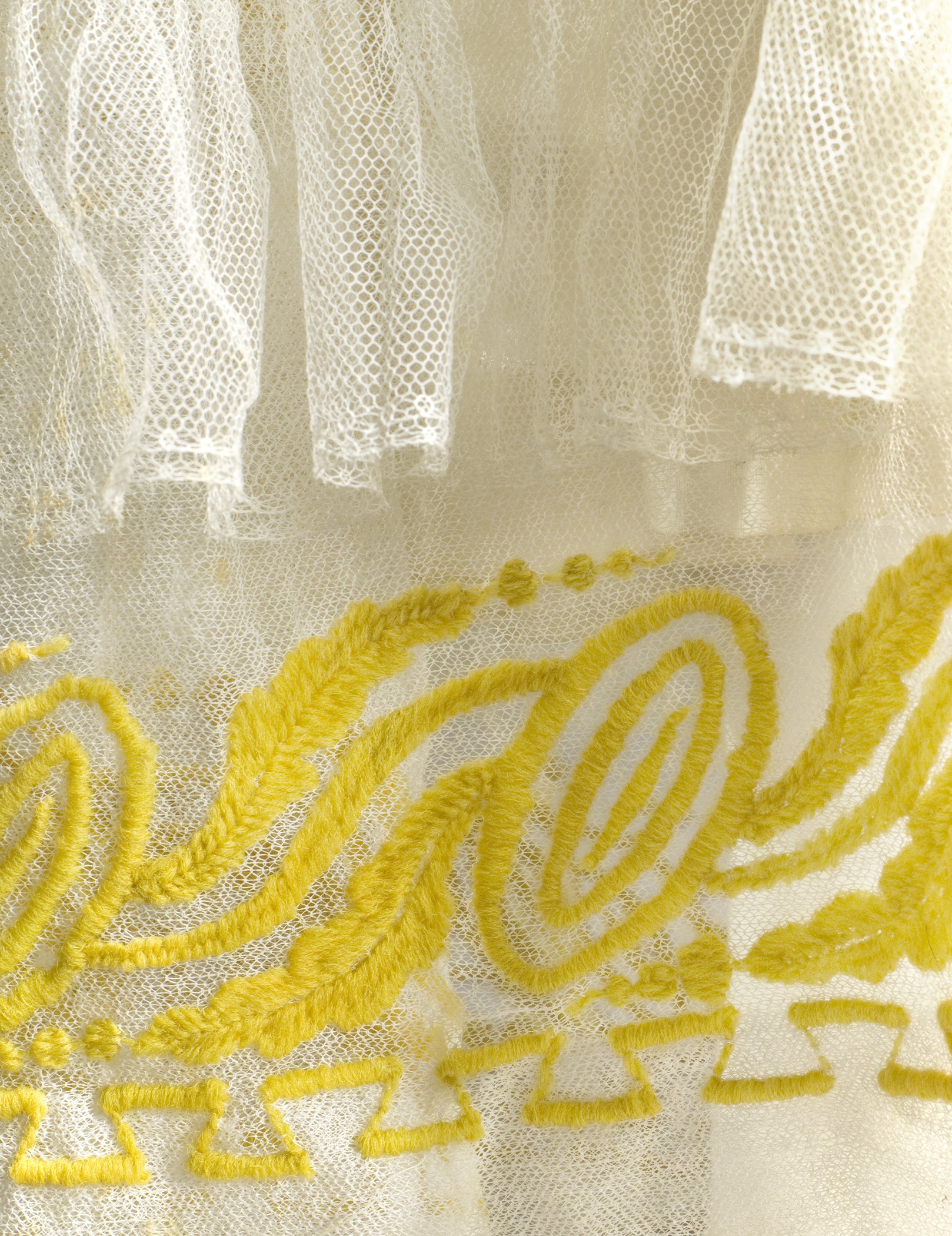
Detail des Saums eines Chemisenkleids (oben Bobinet, darunter Gaze), Frankreich, um 1820

Die Herstellung von Gaze lässt sich bis ins 13. Jahrhundert zurückverfolgen, ursprünglich handelte es sich dabei um ein reines Seidengewebe.
Krünitz sieht allerdings dünne, fast durchsichtige Gewänder namens Vestis coa, auch Ventus textilis genannt, aus purpurnen Seidengeweben, die in der Antike von Griechinnen und Römerinnen getragen wurden, als frühe Form der Gaze.
Im 18. Jahrhundert wurde Gaze, auch Dünntuch und Gasche genannt, auch aus Flachsfasern hergestellt und diente als Stick- und Knüpfgrund. Gaze wurde überwiegend für Kleidung und Heimtextilien eingesetzt, insbesondere in der Damenmode für Kopfbedeckungen, Halstücher, Manschetten, Engageanten, Leibbinden und Sommerkleider. Außerdem wurden Faulbetten, Bademäntel und Schürzen aus Gaze, häufig mit Metallfäden broschiert, hergestellt. Zu dieser Zeit wurde ein Halbseidengewebe mit Nesselfasern als Cantille bezeichnet. Verschiedene weitere Gazevarianten waren Filet, Flor und Marly. Filet und Flor bestanden ganz aus Seide und unterschieden sich lediglich in der Gewebedichte, beide konnten gemustert sein. Das grobe Marly bestand aus Leinen und wurde meist appretiert. Zusätzlich gab es noch die damastartige Gaze, die auf einem Zampelwebstuhl in grün, weiß oder schwarz gewebt wurde. Aus Indien und China wurden außerdem Gazegewebe importiert.
Seit dem 19. Jahrhundert wird zur Herstellung vielfach Baumwolle eingesetzt. Im frühen 20. Jahrhundert wurde Gaze vornehmlich für Kleidung, Vorhänge, Schürzen und Konzerttücher verwendet. Zu den Fabrikanten von Mull gehört seit dem 19. Jahrhundert etwa das von Paul Hartmann erweiterte Unternehmen in Heidenheim.

## Verwendung

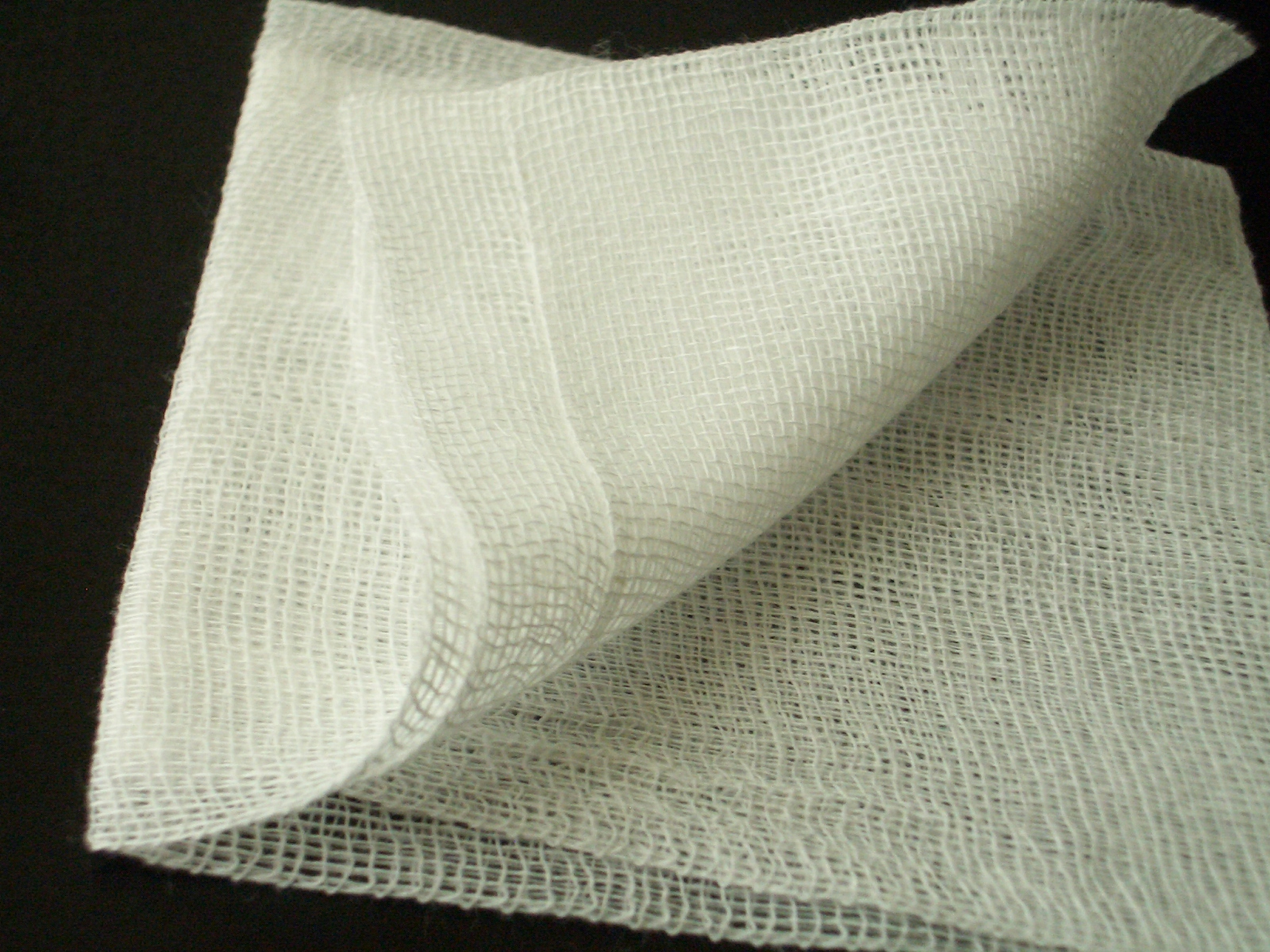
Mull in Leinwandbindung, wie es in der Medizin eingesetzt wird

- Stark appretierte Gaze wird in der Stickerei, parallel zu Kanevas und Stramin, als Grundstoff verwendet.
- In der Buchbinderei wird bei der Fadenheftung oder Klebebindung die Gaze zur Verstärkung und zur besseren Haltbarkeit auf den Rücken des Buchblocks geklebt.[10] Der Gazestreifen ist dabei meist breiter als der Buchblock und greift auf die Vorsätze über, so dass das Gelenk des Buches verstärkt wird.[11][12][13]
- Im Siebdruck dient Gaze als Sieb.
- Als Leinwand wird sie zur Projektion von Lasershows und plastischen Hologrammen genutzt.[14] Beim Film/Beleuchtung von Filmen dämpft man mittels Gaze die Lichtstrahlen und erreicht ein stimmungsmäßig gewünschtes diffuses Licht.
- Metallgaze verwendet man bei Reparaturen im Automobilbereich zum Ausbessern von Schäden in der Karosserie wie z. B. Rissen oder Löchern. Ebenfalls im Automobilbereich wie für die übrige Industrie stellt man aus Gaze verschiedener Herkunft (Kunststoff- oder Edelstahlgaze) Filter her.[15] Nicht nur hier, sondern auch im herkömmlichen Fensterbau dient verarbeitete Gaze als Pollenschutzfiltermaterial[16] und ausschließlich im Wohnungsbau zur Herstellung von Fliegengittern.[17]
- Darüber hinaus ist Gaze im Glühstrumpf von Gaslampen zu finden.
- Beim Herstellen von Perücken dient sie als Stoffträger, an besonders kritischen Stellen oder dort, wo es besonders natürlich wirken soll.[18]
- Im Drachensport nutzt man Gaze zur Herstellung von Drachen für hohe Windstärken. Beim Bau von Terrarien maskiert Gaze oft die notwendigen Luftschlitze, bei Aquarien dient sie als Filter und zusätzlicher Ansaugschutz für Strömungspumpen.
- In der Medizin dient mit Wirkstoff getränkte Gaze zur Wundbehandlung. Des Weiteren bewirkt die Gaze, dass weiteres Verbandmaterial nicht mit einer offenen Wunde verklebt.
- Mull wird in Windeln, Verbänden und Drainagen meist saugfähig und keimtötend verwendet.
- Gipsgaze dient zur Herstellung von Abdrücken verschiedener Gegenstände, insbesondere von Körperteilen. So verwendet man sie zur Herstellung von Gipsverbänden, die die Bewegung von Körperteilen verhindern sollen, z. B. bei Knochenbrüchen.
- In der Musik wird Gaze häufig zum Trocknen oder Reinigen des Innenrohres von Querflöten verwendet. Aufgrund ihrer hohen Saugfähigkeit nimmt Gaze die beim Spielen des Instrumentes angesammelte Feuchtigkeit auf.
- In der Imkerei wird ein Stück Gaze manchmal zwischen den Deckel und die oberste Zarge der Beute gelegt, um eine Verklebung durch Kittharz bzw. Propolis des Deckels mit der Beute zu verhindern. Im Vergleich zur Plastikfolie bietet Gaze den Vorteil, dass die Beute atmungsaktiver ist.
- Die Rüttelbeutel bestanden aus speziell dafür produzierter Gaze.[19]